# Orlandinho
Orlandinho, właśc. Orlando Moreira Torres (ur. 30 listopada 1899 w Rio de Janeiro) – piłkarz brazylijski grający na pozycji napastnika.
Orlandinho karierę piłkarską rozpoczął w klubie SE Palmeiras w 1918 roku. W 1921 roku przeszedł do CR Flamengo, w którym grał do 1920. Z Flamengo Olrlandinho zdobył mistrzostwo Stanu Rio de Janeiro – Campeonato Carioca w 1921 roku. Ostatnim etapem w karierze była gra w Botafogo, gdzie zakończył karierę w 1925 roku.
Orlandinho wziął udział w turnieju Copa América 1921. Brazylia zajęła drugie miejsce, a Orlandinho zagrał w meczach z we wszystkich trzech meczach turnieju z Argentyną, Urugwajem i Paragwajem. Były to jedyne jego występy w barwach canarinhos.